# Pedrógão (Torres Novas)
Pour les articles homonymes, voir Pedrógão.
Pedrógão est une freguesia portugaise située dans le District de Santarém.
Avec une superficie de 39,38 km2 et une population de 2 095 habitants (2001), la paroisse possède une densité de 53,2 hab/km2.